# Dependências Federais da Venezuela
As Dependências Federais da Venezuela são um grupo de cerca de 600 ilhas no mar do Caribe e Golfo da Venezuela. A sua administração é da responsabilidade do Alcalde Mayor Metropolitano de Caracas. As ilhas têm uma área total de cerca de 342 km² e uma população de 1.651 habitantes (censo de 2001), mas algumas centenas de habitantes da Ilha Margarita vivem ali parte do ano como pescadores. A ilha maior, La Tortuga, corresponde a cerca de metade do território total.